# Chelwood
Chelwood – wieś w Anglii, w hrabstwie ceremonialnym Somerset, w dystrykcie (unitary authority) Bath and North East Somerset. Leży 12 km na południe od miasta Bristol i 168 km na zachód od Londynu. Miejscowość liczy 153 mieszkańców.